# System Polińskiego

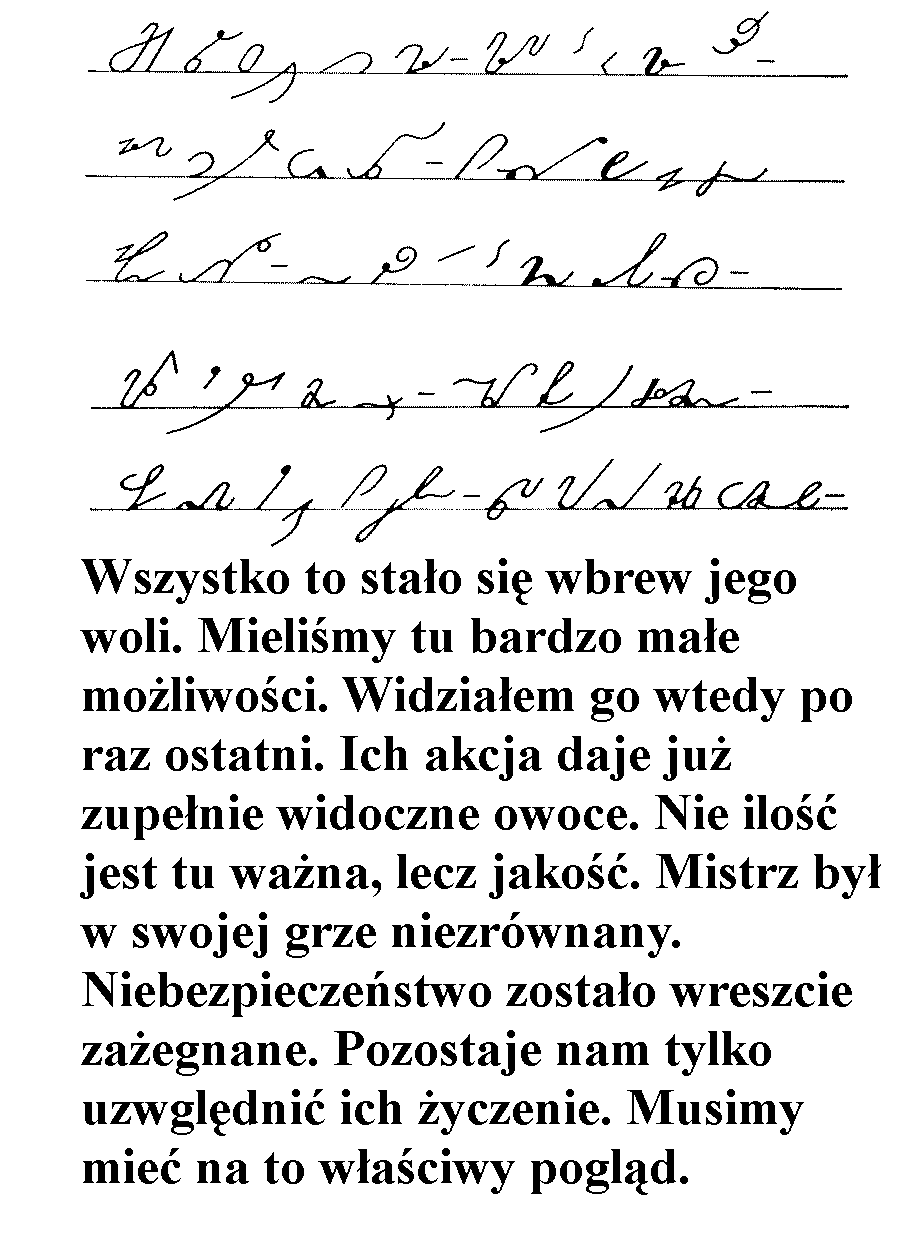
Przykład pisma w systemie Józefa Polińskiego (wersja z lat 70. XX wieku)

System Polińskiego, także: system Gabelsbergera-Polińskiego – system stenograficzny.
Pierwsza jej wersja została wydana w roku 1861 pt. Stenografja polska według zasad Gabelsbergera. Autor oparł się głównie o dokonania Franciszka Gabelsbergera i prace Jakuba Hegera, pierwszego autora czeskiej stenografii. W konkurencji z innymi systemami, których ukazało się do połowy XX wieku kilkadziesiąt, system Józefa Polińskiego zdobył absolutny prymat w całym kraju. Uznano go za najlepiej dostosowany do języka polskiego. Po II wojnie światowej stał się praktycznie jedynym parlamentarnym systemem stenograficznym w Polsce, za konkurenta mając jedynie stworzony w latach 50. Jednolity System Stenografii Polskiej, który jednak znajdował zastosowanie głównie w państwowych biurach i urzędach.

## Opis systemu

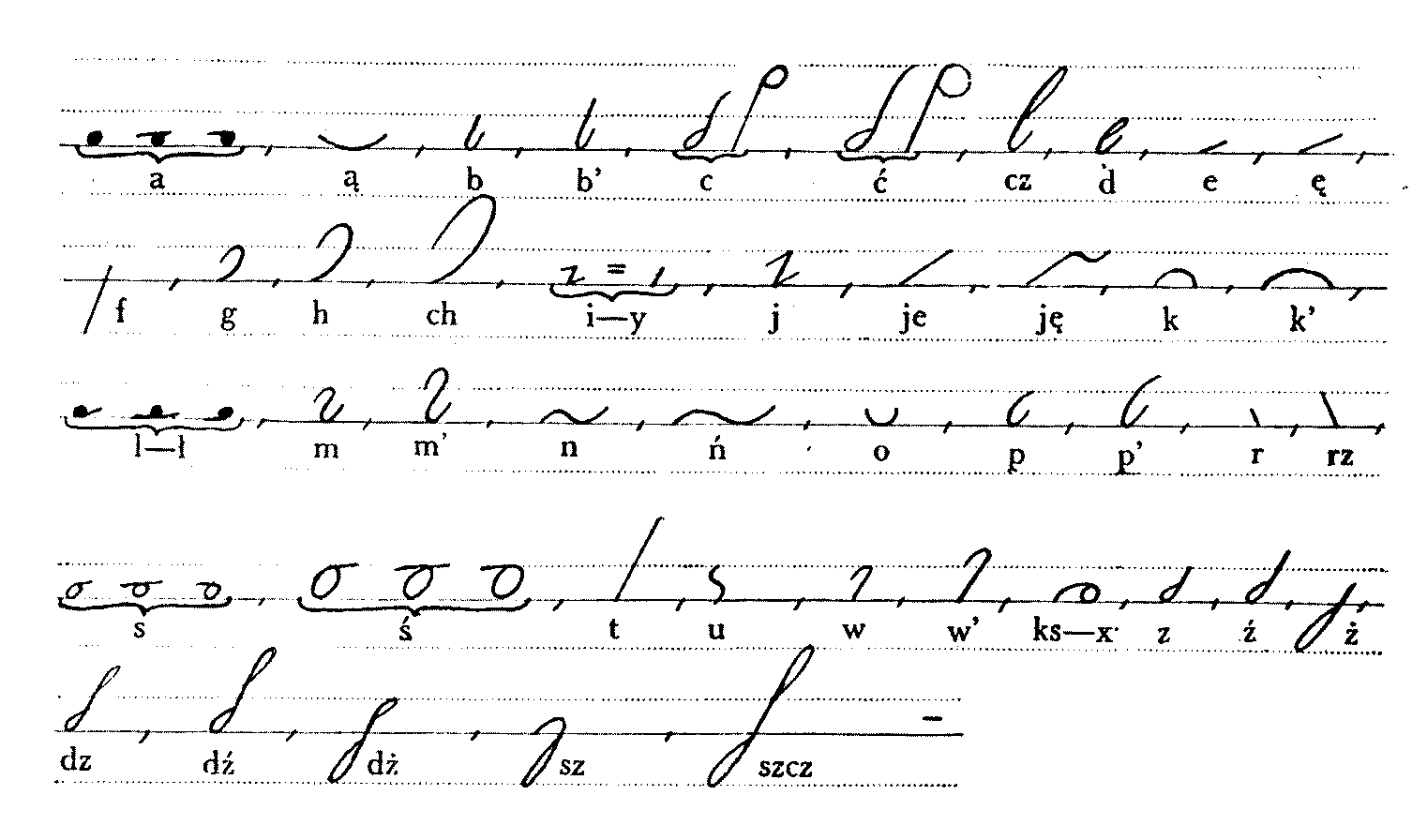
Alfabet, czyli podstawowe znaki systemu Polińskiego

### Cechy ogólne
System zaliczany do fonetycznych, kursywnych, cieniowanych, zmiennolinijnych, pozycyjnych. Jest to system parlamentarny, choć posiada też wersję tzw. nieskróconą, którą z powodzeniem można wykorzystywać jako stenografię notatkową.

### Alfabet
Większość znaków identycznych jak w systemie Gabelsbergera. Niektórym, dla dostosowania wygody pisania do języka polskiego zostały zamienione przyporządkowania do głosek. Znaki różnią się od siebie, zwykle wedle określonych zasad, wielkością, lub kształtem, w zależności od wokalizacji, lub z innych, wynikających z cech systemu stenograficznego przyczyn. Litery różnią się też kierunkiem pisania, niektóre głoski mają przyporządkowane po dwa znaki (c i ć), gdzie indziej (l i ł) dla dwóch głosek przyporządkowano jeden znak. Znaki łączą się ze sobą na kilka sposobów: koniec poprzedniego z początkiem następnego, łącznikiem międzyliterowym, poprzez zmianę kształtu i nachylenia znaku. Fonetyczność systemu polega na tym, że dwuznaki alfabetyczne mają swoje odpowiedniki w postaci znaków alfabetu stenograficznego. Przy czym ujednolicono pisownię u oraz ó, a pozostawiono rozróżnienie ż i rz oraz h i ch.

#### Spółgłoski
Znaki spółgłoskowe stanowią podstawę systemu. Jest ich więcej niż w polskim alfabecie łacińskim, różniących się kształtem i długością. Ustalone zasady dla kształtów liter mają dużo wyjątków, gdyż naczelną zasadą tego systemu była prędkość pisania. Zatem przyporządkowanie znaków do głosek odbyło się najpierw na podstawie częstości występowania danej głoski w języku polskim, w drugiej kolejności wedle zasady Wilhelma Stolze. Jeżeli zastąpienie jakiegoś znaku innym, o podobnym brzmieniu, daje widoczną korzyść w postaci wygody pisania, jest to stosowane, np. zastępuje się wzajemnie z, ż, ź oraz s, sz i ś, szczególnie w wyrazach pochodzenia obcego, np. sztandar→standar.

#### Samogłoski
Mają oznaczenie literalne (tj. przez przyporządkowany znak) oraz symboliczne. W sylabach niestanowiących źródłosłowu danego słowa (tj. rdzennych) zaleca się ich opuszczanie dla przyspieszenia pisania, gdyż dla wprawnego stenografa nie stanowi to przeszkody w odczycie. Wokalizację symboliczną stosuje się prawie zawsze metodą przedgłosową, co ma takie uzasadnienie, że większość sylab polskich jest otwartych, czyli pozbawionych wygłosu. Osobną technikę symboliczną stosuje się dla zmiękczania spółgłosek, gdyż w polskim alfabecie i raz pełni rolę zmiękczającą, innym razem jest samodzielną samogłoską. Stąd znak i postawiony po spółgłosce miękkiej czytany jest jako i, natomiast postawiony po spółgłosce twardej – jako y.
Symbolizacje dla samogłosek:
- a: pogrubienie spółgłoski poprzedzającej (tzw. cieniowanie),
- e: połączenie zwykłe, lekko przedłużone (spółgłoski zwiększają dystans między sobą),
- ę: połączenie jak dla e, bardziej przedłużone,
- o: spółgłoski się wyokrąglają, lub wyokrągla się łącznik między nimi,
- ą: tak samo jak dla o, lecz bardziej,
- i, y: podniesienie znaku poprzedniego lub następnego, czasem „wyostrzenie” kształtu,
- u: opuszczenie znaku poprzedzającego.

### Grupy spółgłoskowe i sylabowe

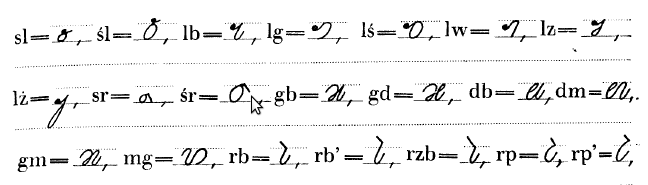
Przykłady grup spółgłoskowych w systemie Polińskiego

W systemie tym, przez prawie sto lat prac i modyfikacji, rozwinęła się bardzo technika grup spółgłoskowych oraz sylabowych.

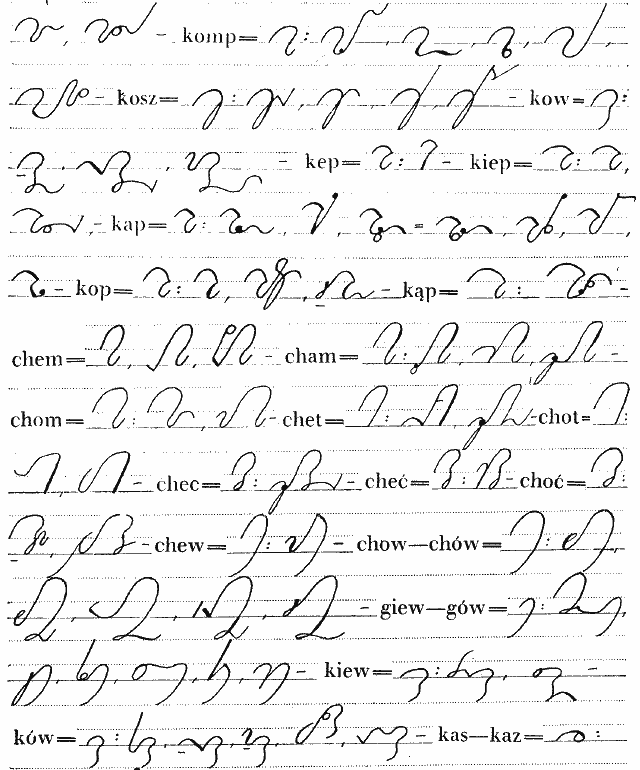
Przykłady grup sylabowych w systemie Polińskiego

Sam autor (Józef Poliński) nie utworzył wielu grup sylabowych (zwanych też zgłoskowymi) i nie zalecał tego uważając, że bardziej pasują one do języka niemieckiego i innych podobnych, gdzie sylaby w większości są zamknięte. Dla języka polskiego zalecał rozwój grup spółgłoskowych, grupy sylabowe zostawiając dla charakterystycznych brzmień o jasno określonej funkcji (np. -ciel, jak w słowach nauczy-ciel, przyja-ciel, zbawi-ciel itp.).

### Znaczniki i skróty

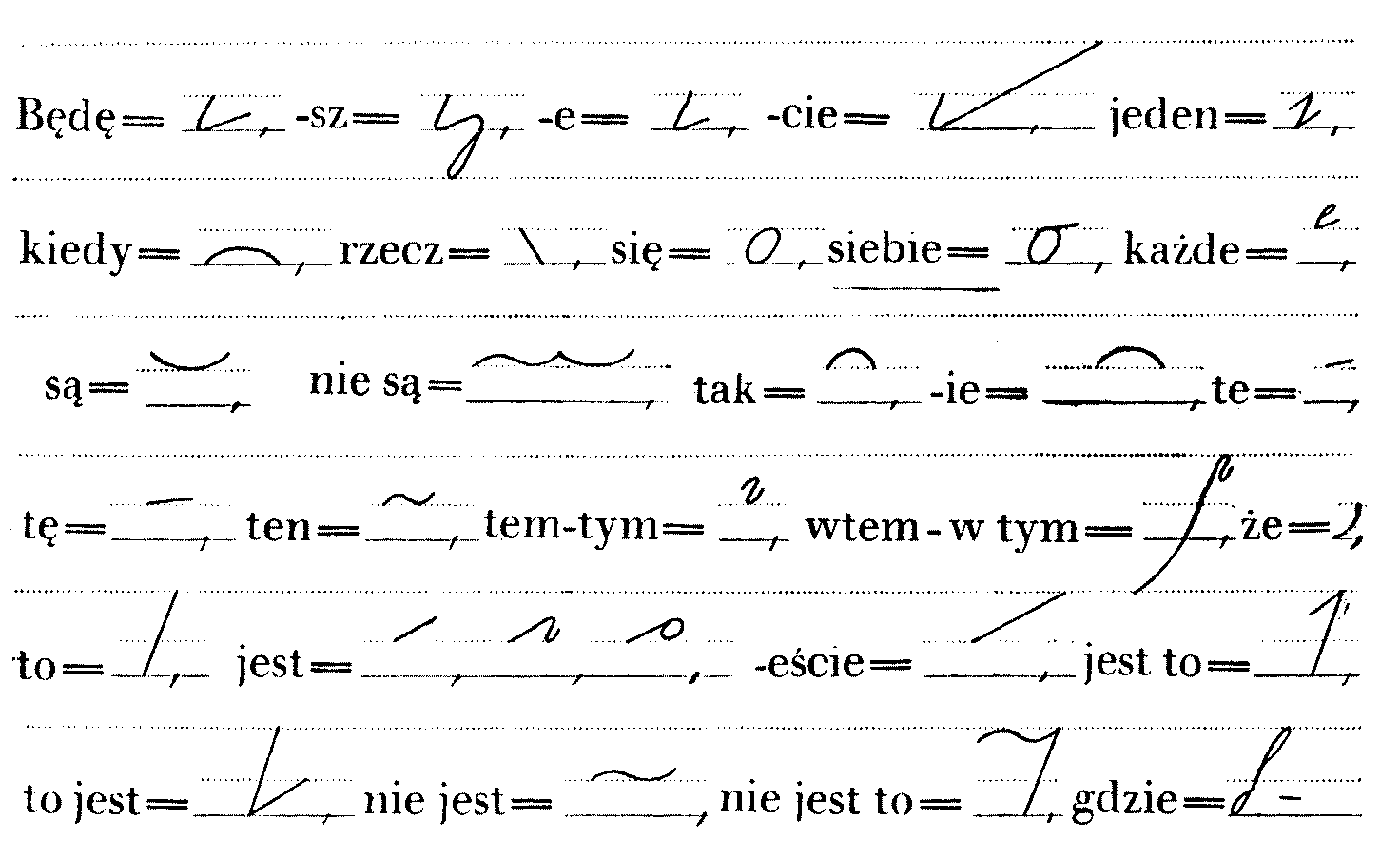
Przykłady znaczników z systemu Polińskiego

W momencie powstania systemu znaczników było około setki. W miarę upływu czasu układano wciąż nowe, dostosowując system do potrzeb i różnych zastosowań, tj. układano grupy znaczników dla stenografowania posiedzeń sejmowych, lub do pracy biurowej itp. Jednocześnie trwała ciągle praca nad uproszczeniem systemu, aby uczynić go łatwiejszym do nauki – m.in. przez usuwanie nadmiaru arbitralnych znaczników i rozwijaniem ścisłych i jasnych metod pisania skrótami. Współczesne wersje systemu Polińskiego posiadają ok. 250-400 znaczników (liczby mogą się różnić zależnie od podręcznika). Autorzy podręczników mieli także różne poglądy względem odmiany znaczników i dodawania im końcówek gramatycznych. Największy nacisk w nowoczesnych wersjach systemu Polińskiego położono na naukę skracania, czyli pisania skrótami, jako najwydajniejszą metodę uzupełniającą alfabet stenograficzny.

#### Skracanie i skróty
W systemie Polińskiego zaleca się stosowanie skrótów zgodnie z własną wprawą i praktyką stenograficzną oraz potrzebami. Im więcej skrótów, tym trudniej odczytać stenogram. Skróty zaleca się budować zgodnie z etymologią i fonetyką polską, czyli nie wprowadza się ścisłych metod skracania, lecz opiera się o właściwości języka. Pierwszą metodą skracania jest opuszczanie samogłosek w sylabach niestanowiących rdzenia wyrazu. Powstałe w ten sposób grupy sylabowe mogą być zastosowane w dowolnych okolicznościach. Z tego wynika następny stopień skracania, czyli identyfikacja typowych przedrostków, przyrostków i zrostków, w tym końcówek gramatycznych, jak np. po-, popro-, prze-, przez-, -liwy, -tyw itp. Kolejnym stopniem skracania jest opuszczanie niektórych spółgłosek i sylab bez szkody dla odczytu, np. cias-n-ego, kasztano-wa-ty, pięk-niej-szy, niedos-ta-tek.
Najwyższą formą skracania jest pismo parlamentarne, gdzie wprowadzone jest także skracanie zdań o standardowe wyrazy i związki frazeologiczne. Na tym poziomie wyróżnionych jest kilka metod:
- skracanie formą wyrazu, tj. pisanie samego przedrostka lub zakończenia, lub obu i porzuceniem tematu (np. rozwój→roz, wobec→w+c),
- skracanie źródłosłowu przez pisanie samego jego końca, początku, lub wręcz samogłoski źródłosłowu (np. zwłaszcza→zwł, wolność→ność),
- skracanie mieszane, czyli kompilację dwóch powyższych metod (np. osobiście→oso),
- skracanie logiczne, czyli opuszczanie wyrazów dających się domyślić z sensu zdania (np. dzień dobry→bry).

Większość skrótów daje się łatwo rozpoznać, gdyż są pisane powyżej bazowej linii pisma.